# IBM 8514

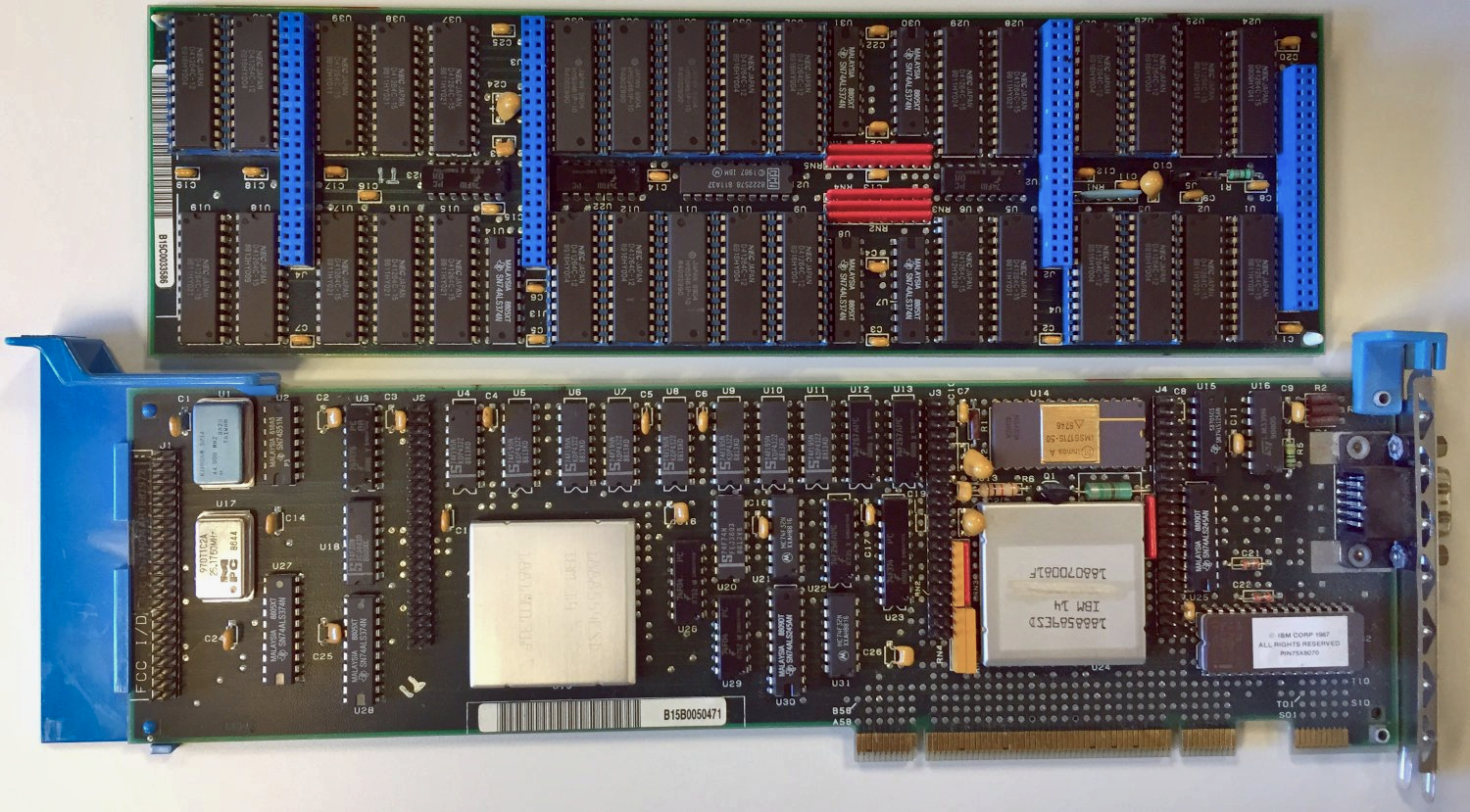
IBM 8514

IBM 8514는 IBM에서 제조한 그래픽 카드로 1987년 IBM PS/2 개인용 컴퓨터 라인에 출시되었다. 43.5Hz(인터레이스)에서 256색, 60Hz(비인터레이스)에서 640 × 480의 1024 × 768 픽셀의 디스플레이 해상도를 지원한다. 8514는 일반적으로 디스플레이 컨트롤러 하드웨어(예: 8514/A 디스플레이 어댑터)를 나타낸다. 그러나 IBM은 동일한 명칭인 8514를 갖는 동반 CRT 모니터(8514/A와 함께 사용)를 판매했다.
8514는 "어댑터 인터페이스" 또는 AI라는 표준화된 프로그래밍 인터페이스를 사용한다. 이 인터페이스는 XGA, IBM 이미지 어댑터/A, 8514/A 및 XGA(예: ATI 테크놀로지스 Mach 32 및 IIT AGX)의 복제품에서도 사용된다. 이 인터페이스를 통해 컴퓨터 소프트웨어는 일반적인 2D 드로잉 작업(블리터를 통한 선 그리기, 색상 채우기 및 블록 복사)을 8514 하드웨어로 오프로드할 수 있다. 이렇게 하면 다른 작업을 위해 호스트 CPU를 확보할 수 있고 그래픽 시각적 개체(예: 원형 차트 또는 CAD 일러스트레이션)를 다시 그리는 속도가 크게 향상된다.
8514는 처음에 어댑터 가격이 1,290달러, 512KB 메모리 확장 가격이 270달러에 판매되었다. 8514/A에는 ISA 시스템이 표준이었던 당시 마이크로 채널 아키텍처 버스가 필요했다.

## 소프트웨어 지원
이 그래픽 표준을 지원했던 소프트웨어는 아래와 같다:
- OS/2
- 윈도우 2.1x
- 윈도우 3.x
- 윈도우 95
- XFree86
- 오토캐드
- 퀵메뉴(QuikMenu)
- IBM8514.BGI를 사용하는 모든 BGI 소프트웨어